# Bernard Marot
Bernard Marot (1590-1650) est un chirurgien diplômé  français, capitaine de navire et trappeur canadien originaire d'Urrugne (près de Saint-Jean-de-Luz, Pyrénées-Atlantiques).
Marot arrive en Acadie en 1610 ou 1611 et se trouvait à Port-Royal comme chirurgien qualifié. En 1630, il était chargé de réapprovisionnement pour Charles de Saint-Étienne de La Tour au Cap de Sable pour la Compagnie des Cent-Associés.  
Il a également travaillé avec Isaac de Razilly et, après la mort de Razilly, avec Charles de Menou d'Aulnay. En 1640, il part pour renforcer la garnison à Fort Pentagouët pour Charles de Menou.
Marot a également agi comme corsaire, commerçant et pêcheur au cours de ses 20 dernières années connues en Acadie, souvent à l'insu des autorités. Marot et ceux qui, comme lui, étaient importants pour l'histoire du temps, effectuaient des tâches vitales pour sécuriser les colonies de peuplement et promouvoir l'importance de l'économie.